# Süddeutsche Zeitung
«Süddeutsche Zeitung», «Зюддойче цайтунґ» (SZ,ЗЦ; дослівно —«південнонімецька газета») — найбільша щоденна газета Німеччини. Заснована 16 жовтня 1945 року. Видає в Мюнхені видавництво «Süddeutscher Verlag».
Газета позиціонує себе як «ліберально-економічне» видання. Велика увага приділяється подіям культурного життя. Рубрика «Feuilleton», присвячена культурі, йде одразу після рубрики «Політика». Щопонеділка виходить додаток зі статтями з «Нью-Йорк Таймс» англійською мовою, по п'ятницях виходить журнал «SZ-Magazin» (укр. ЗЦ-Маґацін), а по суботах — додаток за тиждень. У Мюнхені виходить додаток-афіша «SZ-Extra».

## Історія
Газета вперше вийшла в суботу, 16 жовтня 1945. У той час газета коштувала 20 пфенігів.
Внаслідок кризи друкованих видань у 2000 році фінансове становище ЗЦ погіршилося. Газета була змушена продати частину своїх акцій. Чимало співробітників потрапили під скорочення.
2001 року до відділу культури газети «Зюддойче цайтунґ» перейшли одразу чотири провідні журналісти з іншої впливової газети Німеччини «Frankfurter Allgemeine Zeitung». Журналісти не коментували свій крок, але, як припускають, таким чином вони висловили свою незгоду зі стилем керівництва редактора відділу культури Франка Ширмахера. Проте невдовзі, у березні 2001 року, ціла група журналістів відділу культури ЗЦ перейшла на роботу до «Frankfurter Allgemeinen Zeitung». Керівництво газети скористалося цією нагодою, аби запросити на роботу у відділ культури декілька молодих журналістів.
З серпня 2004 року газета «Зюддойче цайтунґ» відмовилася від використання нового реформованого правопису й разом з деякими іншими впливовими виданнями, такими, як «Шпіґель», повернулася до класичного правопису.
Улітку 2005 року ЗЦ була визнана німецькими журналістами «провідною газетою № 1» Німеччини.

## Головні редактори
- Вернер Фрідманн (1951–1960)
- Герман Пребст (1960–1970)
- Ганс Гайґерт (1970–1984)
- Дітер Шредер (1985–1995)
- Гернот Зіттенр (1989–2006)[5]
- Ганс Вернер Кільц (1996–2010)
- Курт Кістер (2011–досі)

## Звинувачення в антисемітизмі
У травні 2022 Süddeutsche Zeitung опублікували карикатуру на Володимира Зеленського під час його онлайн-виступу на Всесвітньому економічному форумі у Давосі. Багато німецьких медійників були обурені цією карикатурою, назвавши її «антисемітською»: 
- «Ця «карикатура» цілком могла бути опублікована в російській пропагандистській газеті. Огидно». – зауважив заступник головного редактора газети «Bild» Пауль Ронцхаймер.[6][7]

- «Зображення українського президента в карикатурі в "Süddeutsche Zeitung", форма репрезентації пробуджує антисемітські кліше у багатьох людей, далеких від реальності.» — баварський уповноважений по боротьбі з антисемітизмом Людвіг Шпанле.[8]